# Micah Kogo
Micah Kipkemboi Kogo (Burnt Forest, 3 juni 1986) is een Keniaanse langeafstandsloper, die zich vooral heeft toegelegd op de 10.000 m.

## Biografie
Kogo liep tot nu toe zijn beste tijd op de 10.000 m tijdens de Memorial Van Damme atletiekwedstrijd in Brussel op 25 augustus 2006. Hij realiseerde daar 26.35,63, waarmee hij op de ranglijst aller tijden tot de zesde plaats opklom. Eerder was hij in mei present geweest bij de FBK Games in Hengelo, waar hij met 27.16,75 als tweede finishte. Kort na zijn prestatie in Brussel werd hij tijdens de IAAF wereldatletiekfinale in Stuttgart zesde op de 5000 m in 13.52,51. Vervolgens won hij in november verrassend de Zevenheuvelenloop in de buurt van Nijmegen in 42.42. Daarbij liet hij o.a. topatleten als de Ethiopiër Abebe Dinkesa en de wereldkampioen op de weg Zersenay Tadese achter zich.
Op 1 april 2007 was Kogo terug in Nederland en opnieuw had hij succes door in Brunssum de Parelloop te winnen. De wedstrijdorganisatie had vooraf gehoopt op een wereldrecord, maar dat lukte net niet. Met een eindtijd van 27.07 bleef de Keniaan nipt vijf seconden verwijderd van de beste wereldtijd van Haile Gebrselassie uit 2002.
Op 29 maart 2009 was Kogo wederom aanwezig op de Parelloop te Brunssum. Dit keer lukte het - tegen alle verwachtingen in - wel om een wereldrecord te lopen. Hij verbrak het WR van Haile Gebrselassie met welgeteld één hele seconde, in een eindtijd van 27.01 op de 10 km.

## Persoonlijke records
Baan
| Onderdeel   | Prestatie | Datum            | Plaats    |
| ----------- | --------- | ---------------- | --------- |
| 3000 m      | 7.38,67   | 7 augustus 2007  | Stockholm |
| 2 Eng. mijl | 8.20,88   | 23 augustus 2005 | Linz      |
| 5000 m      | 13.00,77  | 25 juli 2006     | Stockholm |
| 10.000 m    | 26.35,63  | 25 augustus 2006 | Brussel   |

Weg
| Onderdeel      | Prestatie     | Datum             | Plaats     |
| -------------- | ------------- | ----------------- | ---------- |
| 10 km          | 27.01 (ex-WR) | 29 maart 2009     | Brunssum   |
| 15 km          | 42.32         | 20 september 2009 | Zaandam    |
| halve marathon | 1:00.17       | 21 oktober 2012   | Birmingham |
| marathon       | 2:06.56       | 13 oktober 2013   | Chicago    |

## Palmares

### 5000 m
- 2006:  Reebok Grand Prix in New York - 13.06,18
- 2006:  Nacht van de Atletiek - 13.06,49
- 2006: 4e DN Galan - 13.00,77
- 2006: 5e ISTAF - 13.06,79
- 2006: 6e Wereldatletiekfinale - 13.52,51
- 2007:  Reebok Grand Prix in New York - 13.13,53
- 2007:  Athletissima - 13.10,68
- 2007:  Wereldatletiekfinale - 13.39,91
- 2008:  Wereldatletiekfinale - 13.23,37
- 2009:  Reebok Grand Prix in New York - 13.02,90
- 2009:  DKB-ISTAF in Berlijn - 13.01,30
- 2009:  Wereldatletiekfinale - 13.29,76

### 10.000 m
- 2006:  FBK Games - 27.16,75
- 2006:  Memorial van Damme - 26.35,63
- 2007: 6e Keniaanse WK Trials - 28.33,7
- 2007:  Memorial van Damme - 26.58,42
- 2008:  Keniaanse olympische Trials - 28.08,92
- 2008:  OS - 27.04,11
- 2009: 7e WK - 27.26,33
- 2011:  Zatopek Classic in Melbourne - 27.50,50

### 10 km
- 2005:  Bishop Auckland in Durham - 28.49
- 2006: 5e Peachtree Road Race in Atlanta - 28.02
- 2006:  Corrida van Houilles - 28.16
- 2007:  Parelloop - 27.07
- 2007:  Giro Media Blenio in Dongio - 28.27,0
- 2007:  Great Manchester Run - 27.24
- 2007:  Corrida van Houilles - 27.56
- 2008:  Parelloop - 27.29
- 2008:  London - 28.08
- 2008:  Corrida van Houilles - 28.04
- 2009:  Parelloop - 27.01
- 2009:  Great Edinburgh Run - 28.13
- 2009:  Memorial Peppe Greco in Scicli - 29.02
- 2010:  Villa de Laredo - 27.29
- 2010:  Parelloop - 27.52
- 2010:  Bupa London - 27.49
- 2010: 4e Grand Berlin - 28.24
- 2010:  Corrida van Houilles - 27.48
- 2011:  Parelloop - 27.15
- 2011:  Healthy Kidney in New York - 27.55
- 2011:  TD Bank Beach to Beacon in Cape Elizabeth - 27.46,9
- 2011:  Great Yorkshire Run - 28.45
- 2011: 4e Corrida van Houilles - 28.26
- 2012: 4e World's Best in San Juan - 28.16,1
- 2012:  Atlanta Journal-Constitution Peachtree Road Race - 27.39
- 2012:  Corrida van Houilles - 28
- 2013:  Corrida van Houilles - 28.06
- 2014: 5e Beach To Beacon in Cape Elizabeth - 28.15,0
- 2015: 4e TCS World in Bangalore - 28.29
- 2015: 5e Beach To Beacon in Cape Elizabeth - 29.07,5
- 2015:  New Balance Falmouth Road Race - 28.49
- 2015: 4e Corrida van Houilles - 28.30
- 2016: 5e Beach To Beacon in Cap Elizabeth - 28.57,4

### 15 km
- 2006:  Zevenheuvelenloop - 42.42

### 10 Eng. mijl
- 2008: 4e Dam tot Damloop - 46.13
- 2009: 4e Dam tot Damloop - 45.41

### halve marathon
- 2011: 4e Great North Run - 1:00.03
- 2012:  Great North Run - 59.07
- 2012:  Great Birmingham Run - 1:00.17
- 2014: 6e halve marathon van Ras al-Khaimah - 59.49
- 2015:  halve marathon van Lissabon - 59.33
- 2019: 19e halve marathon van Lissabon - 1:01.37

### 25 km
- 2015: 4e Konica Minolta Jackie Mekler in Pretoria - 1:26.44

### marathon
- 2013:  Boston Marathon - 2:10.27
- 2013: 4e Chicago Marathon - 2:06.56
- 2014: 13e Boston Marathon - 2:14.40
- 2014: 14e New York City Marathon - 2:18.36
- 2015: 7e marathon van Hamburg - 2:10.37
- 2015: 10e marathon van Frankfurt - 2:10.24
- 2016: 4e marathon van Parijs - 2:08.03
- 2016: 18e Chicago Marathon - 2:20.03
- 2017: 10e marathon van Parijs - 2:10.03

### Golden League-podiumplekken
5000 m
- 2009:  ISTAF – 13.01,30

10.000 m
- 2006:  Memorial Van Damme – 26.35,63
- 2007:  Memorial Van Damme – 26.59,42